# Multifunktionsgehäuse

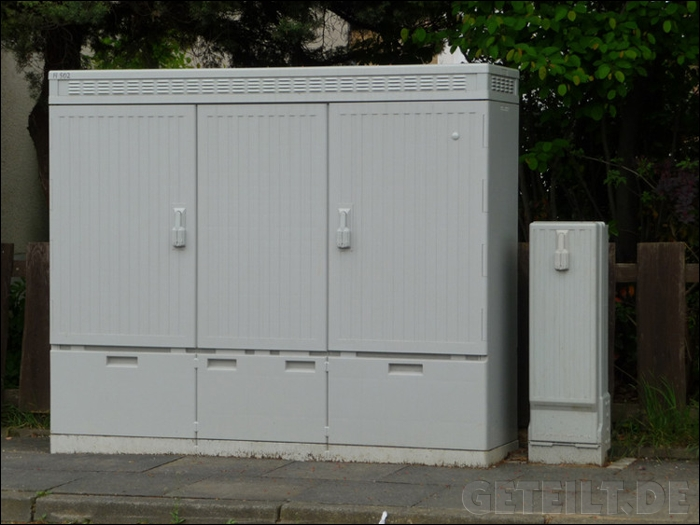
MFG18

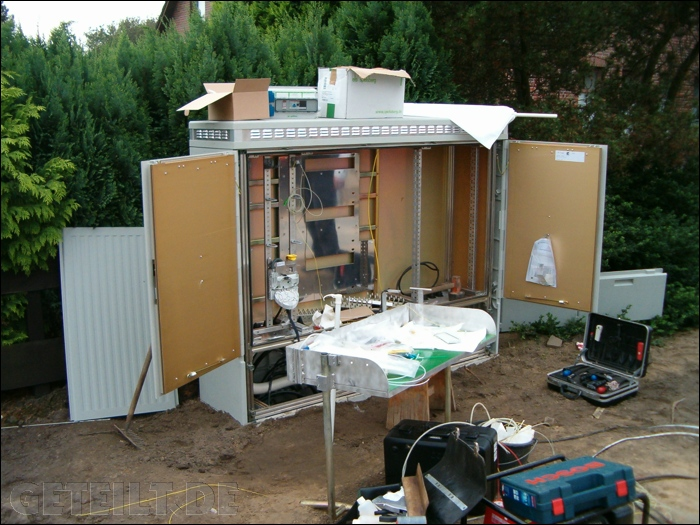
MFG18 offen

Die Multifunktionsgehäuse (MFG) sind eine neue Generation von aktiven Kabelverzweigern. Der Aufbau – mit EMV-Schutz, flexiblen Schrank- und Befestigungskonzepten, aktiver Klimatisierung, sowie der Möglichkeit der Überbauung alter passiver Kabelverzweiger-Outdoor-Gehäuse – ermöglicht den Einsatz aktiver Elemente im Telekommunikationsnetz und trägt somit den Forderungen nach immer größeren Datentransferraten (UMTS, DSL, WiMAX) Rechnung.
Der Sinn des MFGs besteht darin, die aktive Technik näher an den Kunden zu bringen und somit den Weg der Daten durch das schlechtere Kupfernetz zu verkürzen.
Dazu wird Glasfaserkabel bis in das MFG verlegt. Im MFG wird die Glasfasertechnik von der aktiven Technik auf das Kupfernetz umgesetzt, das weiterhin die Übertragungsstrecke zum Kunden ist. Durch diesen Umbau der älteren Kabelverzweiger ist der Weg der Daten über das Kupfernetz kürzer, weil nur noch das Kupfer-Verzweigungskabel genutzt wird. Somit können größere Bandbreiten und Datenübertragungsraten erreicht werden.